# Thessalos de Corinthe
Thessalos de Corinthe (grec ancien : Θεσσαλός Κορίνθιος) est un athlète grec originaire de la cité de Corinthe.

## Famille
Thessalos de Corinthe était issu d'une des principales familles aristocratiques de Corinthe, les Oligéthides,. Il faisait partie d'une lignée d'athlètes : Ptoéodoros son père, Terpsias son frère et Éritime son neveu, s'étaient aussi fait connaître sur les stades,. Il est surtout le père de Xénophon, qui remporta trois couronnes aux Jeux olympiques, deux épreuves aux Jeux isthmiques, six victoires aux Jeux pythiques et un nombre inconnu de victoires aux Jeux néméens. Xénophon remporta aussi trois épreuves aux Panathénées, sept aux fêtes d'Athéna Hellotide, dans sa cité de Corinthe, et de nombreuses autres en Arcadie ou à Argos,,. Au total, la famille est créditée, en plus des victoires de Thessalos et Xénophon, de quatre couronnes à Delphes, d'une soixantaine de victoires aux Jeux isthmiques et d'une soixantaine de victoires aux Jeux néméens.

## Victoires
Thessalos remporta probablement le diaulos (double stade, soit environ 384 m) lors des 69es Jeux olympiques en 504 av. J.-C.,,,,. Thessalos aurait aussi remporté dans la même journée les courses du stadion et du diaulos aux Jeux pythiques et, durant le même mois, la course en armes lors des Panathénées et la course au flambeau lors des Hellotia (jeux en l'honneur d'Athéna à Corinthe),. 

## Sources
- Pindare, Odes [détail des éditions] (lire en ligne).

- (en) W. S. Barrett, « The Oligaithidai and their victories (Pindar, Olympian 13; SLG 339, 340) », dans R. D. Dawe, J. Diggle and P. E. Easterling (éditeurs), Dionysiaca. Nine Studies in Greek Poetry by Former Pupils Presented to Sir Denys Page on his Seventieth Birthday, Cambridge, Gerald Duckworth & Co Ltd, 1978 (ISBN 0-9506064-0-5).
- (en) Mark Golden, Sport in the Ancient World from A to Z, Londres, Routledge, 2004, 184 p. (ISBN 0-415-24881-7).
- (en) David Matz, Greek and Roman Sport : A Dictionnary of Athletes and Events from the Eighth Century B. C. to the Third Century A. D., Jefferson et Londres, McFarland & Company, 1991, 169 p. (ISBN 0-89950-558-9).
- (it) Luigi Moretti, « Olympionikai, i vincitori negli antichi agoni olimpici », Atti della Accademia Nazionale dei Lincei, vol. VIII,‎ 1959, p. 55-199.
- (en) William Smith, « Xenophon », dans William Smith (dir.), Dictionary of Greek and Roman Biography and Mythology, Boston, Little, Brown and co., 1867 (lire en ligne).
- (en) Frank Zarnowski, The Pentathlon of the Ancient World, Jefferson et Londres, McFarland & Company, 2013, 216 p. (ISBN 978-0-7864-6783-9 et 0-7864-6783-5, lire en ligne).